# Abdiel Castrellón
Abdiel Alberto Castrellón Ibarguen (19 luglio 1991) è un giocatore di calcio a 5 panamense, campione nordamericano con la nazionale panamense nel 2024.

## Carriera
Castrellón ha vinto, con la Nazionale maschile di calcio a 5 di Panama, il CONCACAF Futsal Championship 2024, primo campionato nordamericano della storia della selezione. Ha inoltre partecipato a tre edizioni della Coppa del Mondo.

## Palmarès
- CONCACAF Futsal Championship: 1
Nicaragua 2024